# 3949 Mach
A 3949 Mach (ideiglenes jelöléssel 1985 UL) a Naprendszer kisbolygóövében található aszteroida. Antonín Mrkos fedezte fel 1985. október 20-án.